# Diskografie The Beatles
Diskografie The Beatles je přehled řadových i kompilačních alb a dalších vydaných nahrávek britské rockové kapely The Beatles. Skupina (pod tímto názvem) existovala v letech 1960–1970, první singly vydala roku 1962. I po jejich rozpadu vycházely rozličné kompilace a výběry jejich skladeb a nahrávek, dříve vydaných i dosud nepublikovaných, zatím poslední roku 2023 (digitální edice vycházejí stále).

## Různé verze
Prvních sedm alb The Beatles se v amerických vydáních podstatně lišilo od původních britských – vydavatelství Capitol Records volně vybíralo písně z britských studiových alb a singlů a sestavovalo tak zcela jiná alba, většinou i pod jinými názvy. Ke sjednocení došlo až v roce 1967 (deska Sgt Pepper's Lonely Hearts Club Band), odkdy alba vycházela v USA a ve Velké Británii ve stejné podobě (s výjimkou Magical Mystery Tour, které vyšlo v USA jako LP, kdežto v Británii jako dvojité EP).
S výjimkou dvou posledních byla všechna studiová LP vydána v mono i stereo verzi. Mono verze jsou většinou považovány za „oficiálnější“, pro vydání kompaktních disků v osmdesátých letech 20. století byly použity mono verze prvních čtyř alb, ostatní jsou ve stereu.

## Ve Spojeném království
Ve své domovině vydali The Beatles během své existence dvanáct studiových alb, dvanáct EP desek, jedno dvojité EP a 22 singlů.

### Studiová alba
- Please Please Me (1963)
- With The Beatles (1963)
- A Hard Day's Night (1964)
- Beatles for Sale (1964)
- Help! (1965)
- Rubber Soul (1965)
- Revolver (1966)
- Sgt. Pepper's Lonely Hearts Club Band (1967)
- The Beatles („Bílé album“) (1968) – dvojalbum
- Yellow Submarine (1969) – soundtrack filmu, polovinu tvoří instrumentální skladby George Martina
- Abbey Road (1969)
- Let It Be (1970) – nahráno ve skutečnosti dříve než Abbey Road, ale smícháno a vydáno později

### EP
- Twist and Shout (1963)
- The Beatles' Hits (1963)
- The Beatles (No. 1) (1963)
- All My Loving (1964)
- Long Tall Sally (1964)
- Extracts from the Film A Hard Day's Night (1964)
- Extracts from the Album A Hard Day's Night (1964)
- Beatles for Sale (1965)
- Beatles for Sale (No. 2) (1965)
- The Beatles' Million Sellers (1965)
- Yesterday (1966)
- Nowhere Man (1966)
- Magical Mystery Tour (1967)

### Singly
| Datum vydání       | Label             | Písně                                             | Pozice (UK Chart) | Album                   |
| ------------------ | ----------------- | ------------------------------------------------- | ----------------- | ----------------------- |
| 5. ledna 1962      | Polydor NH 66-833 | My Bonnie / The Saints                            | 48                | Singl mimo alba         |
| 5. října 1962      | Parlophone R4949  | Love Me Do / P.S. I Love You                      | 17                | Please Please Me        |
| 11. ledna 1963     | Parlophone R4983  | Please Please Me / Ask Me Why                     | 2                 | Please Please Me        |
| 11. dubna 1963     | Parlophone R5015  | From Me to You / Thank You Girl                   | 1                 | Singl mimo alba         |
| 23. srpna 1963     | Parlophone R5055  | She Loves You / I'll Get You                      | 1                 | Singl mimo alba         |
| 29. listopadu 1963 | Parlophone R5084  | I Want to Hold Your Hand / This Boy               | 1                 | Singl mimo alba         |
| 20. března 1964    | Parlophone R5114  | Can't Buy Me Love / You Can't Do That             | 1                 | A Hard Day's Night      |
| 29. května 1964    | Polydor NH 52-317 | Ain't She Sweet / If You Love Me, Baby            | 29                | Singl mimo alba         |
| 10. července 1964  | Parlophone R5160  | A Hard Day's Night / Things We Said Today         | 1                 | A Hard Day's Night      |
| 27. listopadu 1964 | Parlophone R5200  | I Feel Fine / She's a Woman                       | 1                 | Singl mimo alba         |
| 9. dubna 1965      | Parlophone R5265  | Ticket to Ride / Yes It Is                        | 1                 | Help! / Singl mimo alba |
| 23. července 1965  | Parlophone R5305  | Help! / I'm Down                                  | 1                 | Help! / Singl mimo alba |
| 3. prosince 1965   | Parlophone R5389  | We Can Work It Out / Day Tripper                  | 1                 | Singl mimo alba         |
| 10. června 1966    | Parlophone R5452  | Paperback Writer / Rain                           | 1                 | Singl mimo alba         |
| 5. srpna 1966      | Parlophone R5493  | Yellow Submarine / Eleanor Rigby                  | 1                 | Revolver                |
| 17. února 1967     | Parlophone R5570  | Penny Lane / Strawberry Fields Forever            | 2                 | Magical Mystery Tour    |
| 7. července 1967   | Parlophone R5620  | All You Need Is Love / Baby, You're a Rich Man    | 1                 | Magical Mystery Tour    |
| 24. listopadu 1967 | Parlophone R5655  | Hello, Goodbye / I Am the Walrus                  | 1                 | Magical Mystery Tour    |
| 15. března 1968    | Parlophone R5675  | Lady Madonna / The Inner Light                    | 1                 | Singl mimo alba         |
| 30. srpna 1968     | Apple R5722       | Hey Jude / Revolution                             | 1                 | Singl mimo alba         |
| 11. dubna 1969     | Apple R5777       | Get Back / Don't Let Me Down                      | 1                 | Singl mimo alba         |
| 30. května 1969    | Apple R5786       | The Ballad of John and Yoko / Old Brown Shoe      | 1                 | Singl mimo alba         |
| 31. října 1969     | Apple R5814       | Something / Come Together                         | 4                 | Abbey Road              |
| 3. března 1970     | Apple R5833       | Let It Be / You Know My Name (Look Up the Number) | 2                 | Singl mimo alba         |

Poznámky:
- Singl "My Bonnie" je kreditován "Tony Sheridan & The Beatles"
- Vokály na "If You Love Me, Baby" zpívá Tony Sheridan
- Singl "Get Back" je kreditován "The Beatles with Billy Preston"

### Kompilační alba a další

#### Před rozpadem
- My Bonnie (1962)
- The Beatles with Tony Sheridan & Guests (1964)
- The Beatles Beat (1964)
- Something New (1964)
- Ain't She Sweet (1964)
- The Beatles' Story (1964)
- The Early Beatles (1965)
- The Beatles (1965)
- The Beatles' Greatest (1965)
- Los Beatles (1965)
- Greatest Hits Volume 1 (1966)
- A Collection of Beatles Oldies (1966)
- Greatest Hits Volume 2 (1966)
- The Beatles' First (1967) (Britské vydání německého LP z roku 1964)
- ry Together (1969)
- Hey Jude (1970)

#### Po rozpadu
- 1962–1966 („Červené album“) (1973)
- 1967–1970 („Modré album“) (1973)
- Rock 'n' Roll Music (1976)
- Magical Mystery Tour (1976) (Britské vydání amerického alba (1967))
- The Beatles at the Hollywood Bowl (1977) (Živá vystoupení v Hollywood Bowl v letech 1964 a 1965)
- Love Songs (1977)
- The Beatles Collection (1977) (Sada čtrnácti LP obsahující celou studiovou diskografii plus kompilaci Rarities}
- Rarities (1978)
- Hey Jude (1979) (Britské vydání amerického alba (1970))
- The Beatles' Ballads (1980)
- Reel Music (1982) (Kompilace hudby z filmů The Beatles)
- The Beatles Mono Collection (1982) (Sada deseti alb v mono)
- 20 Greatest Hits (1982)
- Past Masters, Volume One (1988)
- Past Masters, Volume Two (1988)

Poznámka: Dvě CD Past Masters doplňují CD vydání původních UK alb tak, aby každá píseň vydaná v letech 1962–1970 byla dostupná na kompaktním disku. Jde tedy především o písně z amerických alb a B-strany singlů.
- The Beatles Box Set (1988) (Sada CD obsahující oficiální CD katalog (UK studiová alba + Magical Mystery Tour) a obě CD Past Masters)
- Live at the BBC (1994) (69 písní nahraných během rádiových vystoupení pro BBC);
- Anthology 1 (1995) (Rarity z let 1958–1964)
- Anthology 2 (1996) (Rarity z let 1965–1968)
- Anthology 3 (1996) (Rarity z let 1968–1970)
- Yellow Submarine Songtrack (1999)
- 1 (2000) (Výběr dvaceti sedmi #1 hitů)
- Let It Be... Naked (2003) (Alternativní verze alba z roku 1970)
- The Capitol Albums, Volume 1 (2004)
- The Capitol Albums, Volume 2 (2006)
- Love (2006) (Soundtrack ke stejnojmennému divadelnímu představení od Cirque du Soleil, obsahuje nové mixy klasických The Beatles písní)

- The Beatles (1981) (EP obsahující The Inner Light, Baby You're a Rich Man, She's a Woman a This Boy)
- The Beatles EP Collection (1981) (Sada patnácti EP obsahující všechna EP vydaná v Británii)

- The Beatles Singles Collection (1982) (Sada dvaceti dvou singlů podle oficiálního EMI katalogu)

- Po rozpadu vydané singly:

| Datum vydání       | Label                          | Písně                                                                                          | Pozice (UK Chart) |
| ------------------ | ------------------------------ | ---------------------------------------------------------------------------------------------- | ----------------- |
| 8. března 1976     | Parlophone R6013               | Yesterday / I Should Have Known Better                                                         | 8                 |
| 29. června 1976    | Parlophone R6016               | Back in the USSR / Twist and Shout                                                             | 19                |
| 30. září 1978      | Parlophone R6022               | Sgt. Pepper's Lonely Hearts Club Band / With a Little Help from My Friends / A Day in the Life | 63                |
| 25. května 1982    | Parlophone R6055               | Beatles Movie Medley / I'm Happy Just to Dance with You                                        | 7                 |
| 19. listopadu 1982 | Parlophone R4949 (znovuvydání) | Love Me Do / P.S. I Love You                                                                   | 4                 |
| 20. března 1995    | Apple R6406                    | Baby It's You / I'll Follow the Sun / Devil in Her Heart / Boys                                | 7                 |
| 12. prosince 1995  | Apple R6422                    | Free as a Bird / Christmas Time (Is Here Again)                                                | 2                 |
| 4. března 1996     | Apple R6425                    | Real Love / Baby's in Black                                                                    | 4                 |

## Ve Spojených státech

### Studiová alba
- Introducing... The Beatles (1964)
- Meet The Beatles! (1964)
- The Beatles' Second Album (1964)
- A Hard Day's Night (1964) – první album se shodným názvem jako britské vydání, ale s pozměněnou obálkou i obsahem
- Something New (1964)
- Beatles '65 (1964)
- The Early Beatles (1965)
- Beatles VI (1965)
- Help! (1965) – soundtrack filmu
- Rubber Soul (1965)
- Yesterday and Today (1966)
- Revolver (1966)
- Sgt. Pepper's Lonely Hearts Club Band (1967)
- Magical Mystery Tour (1967; roku 1976 takto vydáno i v UK)
- The Beatles (1968)
- Yellow Submarine (1968) – soundtrack filmu
- Abbey Road (1969)
- Let It Be (1970)

### EP
- Souvenir of Their Visit to America (1964)
- Four by the Beatles (1964)
- 4-by the Beatles (1965)
- Baby It's You (1995) (Maxi-CD singl)
- Free as a Bird (1995) (Maxi-CD singl)
- Real Love (1996) (Maxi-CD singl)